# A.G. Wildervanckkanaal
Het A.G. Wildervanckkanaal is een kanaal in de Nederlandse provincie Groningen. 

## Ligging
Het kanaal liep oorspronkelijk van het Winschoterdiep bij Zuidbroek naar de Dalweg in Wildervank. In de jaren tachtig van de 20e eeuw werd het kanaal verlengd met een zijtak van Veendam naar Musselkanaal. Het verlengde deel van het A.G. Wildervanckkanaal begint bij de voormalige strokartonfabriek 'De Vrijheid' te Veendam en loopt richting Ommelanderwijk, daarna zuidzuidoostwaarts parallel aan Wijk Nummer Eén tot het gehucht Hoetmansmeer bij Boven Pekela. Vanaf dat punt buigt het kanaal naar het zuidoosten af en loopt het ten noorden van Stadskanaal. Het kruist het natuurgebied De Veenhuizerstukken en vormt de grens van het recreatiegebied het Pagedal. Vanaf dit gedeelte lopen de snelweg N366, de A.G. Wildervanckweg, (Ter Apel-Veendam) en het kanaal parallel. Vervolgens liggen links het Vledderbos, Vledderveen en Mussel en rechts Musselkanaal. Dit laatste gedeelte is het kanaal overigens aanzienlijk smaller dan het stuk tussen Veendam en het Pagedal. Het kanaal eindigt ten slotte in het Mussel-Aakanaal (Musselkanaal-Westerwoldse Aa).

## Functies

### Scheepvaart
Het A.G. Wildervanckkanaal werd aangelegd in het einde van de jaren vijftig van de 20e eeuw als scheepvaartkanaal. In Veendam wordt het kanaal door de industrie gebruikt. Door de verbinding met het Winschoterdiep, een belangrijk vaarwater voor Oost-Groningen, wordt de tri-modale containerterminal van HUSA Logistics in Veendam via het water ontsloten. Vanaf januari 2015 opereert HUSA Logistics hier een lijndienst met klasse Va (tot 2.900 ton) container binnenvaartschepen tussen Veendam en Rotterdam, Moerdijk en Antwerpen. Hiertoe zijn per 1 januari 2015 onder meer de brugbedieningstijden tussen het Winschoterdiep en Veendam verruimd door de Provincie Groningen. 
Bij de aanleg van het kanaal werd het afwateringsgebied van het toenmalige waterschap De Munte doorsneden. De naam van de nieuwe polder die daardoor ontstond, is ontleend aan de buurt Tussenklappen, namelijk de Tussenklappenpolder. Deze polder doet tevens dienst om water te bergen in situaties van een wateroverschot.

### Afwatering
Het verlengde A.G. Wildervanckkanaal werd eind jaren tachtig van de 20e eeuw aangelegd om overtollig regenwater af te voeren en in droge tijden IJsselmeerwater aan te voeren. De Groninger veenkoloniën hebben verschillende keren te maken gehad met door hevige regenval veroorzaakte oververzadiging van de akkers met kleine overstromingen en misoogsten tot gevolg. Het A.G. Wildervanckkanaal moest helpen daar een einde aan te maken. Op kilometerraai 7,3 van het kanaal ligt een schutsluis naar het Oosterdiep naar het Stadskanaal, het Musselkanaal en het Ter Apelkanaal. Het verlengde kanaal is - met uitzondering van het eerste gedeelte bij Ommelanderwijk - niet als vaarwater geschikt omdat het te ondiep is en de bruggen niet op goede hoogte zijn aangelegd. Wel is het kanaal populair bij vissers; regelmatig worden er viswedstrijden gehouden.

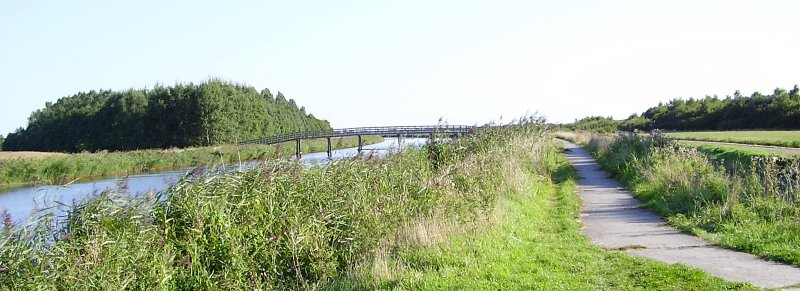
Het A.G. Wildervanckkanaal ter hoogte van Hoetmansmeer